# Rebelião de Fries
A Rebelião de Fries (Fries’s Rebellion em inglês), foi uma revolta popular deflagrada por fazendeiros alemães da Pensilvânia, Estados Unidos, entre 1799 e 1800, em protesto contra a taxa de impostos cobrada pelo governo, foi a terceira revolta ocorrida nos Estados Unidos no século XVIII ocasionada por esse motivo, as outras duas foram a Rebelião de Shays, ocorrida entre 1786 e 1787 no Oeste de Massachusetts e a Rebelião do Whiskey, ocorrida em 1794 no Oeste da Pensilvânia.

## História

### Causas
Quando a Quase-guerra com a França atormentava o governo americano, o congresso passou a liberar mais recursos para o fortalecimento da armada americana. Para poder pagar essa conta, em julho de 1798, o congresso aprovou a cobrança de 2 milhões de dólares, que seria obtida sob taxas sobre imóveis e escravos, a conta foi dividida entre os estados de acordo com os requisitos constitucionais, dos 2 milhões planejados pela receita, o estado da Pensilvânia foi chamado a arcar com 237 mil dólares.
Havia pouquíssimos escravos na Pensilvânia e os impostos foram cobrados sobre casas e terrenos, o valor da taxa a ser paga, era determinado pelo número de janelas que a casa possuía e o tamanho das mesmas, fiscais circulando nas propriedades para fazer a contagem começaram a deixar a população desconfortável, e muitos passaram a se recusar a pagar o valor cobrado após as vistorias, alegando que o imposto não estava sendo cobrado proporcionalmente ao número populacional.

### Início da Crise
O leiloeiro da Pensilvânia John Fries, passou a organizar encontros começando em fevereiro de 1799, para discutir coletivamente como responder a cobrança das taxas. Fries sendo um leiloeiro itinerante, conhecia bem as questões germano-americanas do sudeste da Pensilvânia, muitos cidadãos defendiam que a resistência era a melhor maneira de responder a taxa de impostos cobrada. Na cidade de Milford, assessores não conseguiram fazer a vistoria para determinar o valor das taxas a serem cobradas, por sofrerem intimidações. Durante um encontro organizado pelo governo para explicar as cobranças e amenizar as tensões, grupos de protestantes portando bandeiras e vestidos com os uniformes do Exército Continental, muitos deles portando armas, realizaram um protesto que acabou com a reunião.
Os avaliadores inicialmente decidiram continuar seu trabalho em Milford, o pessoal organizado por Fries advertia pessoalmente os assessores a abandonarem o trabalho, mas eles ignoravam as ameaças. Fries então liderou um pequeno grupo armado que perseguiu os assessores o suficiente para que eles decidissem abandonar Milford, pelo menos por aquele momento. No início de março, uma companhia de milícias local e uma força crescente de cidadãos armados se encontraram, cerca de 100 partiram para Quakertown em busca dos assessores, que eles pretendiam prender. Eles capturaram vários assessores lá, liberando-os com um aviso para não voltar, e contar ao governo o que havia acontecido com eles, para que servisse de exemplo.

### Aumento das Tensões
A oposição à taxa imposta pelo governo crescia cada vez mais, também em outras partes da Pensilvânia. Na cidade de Penn, o fiscal designado pelo governo para realizar as vistorias, renunciou a seu cargo alegando estar sofrendo forte pressão pública, ao mesmo tempo os assessores de Hamilton e Northampton, também abandonaram seus postos pelo mesmo motivo, o governo àquela altura não conseguia encontrar ninguém disposto a substitui-los.
Garantias federais foram asseguradas, e um delegado federal foi enviado para prender pessoas que se recusassem a deixar que os fiscais fizessem o seu trabalho. Prisões foram realizadas sem complicações até a chegada do delegado à Macungie, ali o povo protegeu um homem que estava sendo preso pelas autoridades, por protestar contra a taxa imposta pelo governo. Dois grupos rebeldes passaram a soltar os prisioneiros que estavam em custodia das autoridades, as ações não foram violentas, porém irritaram o presidente John Adams que chamou uma força formada por tropas federais e por milícias locais, para marcharem contra os rebelados e realizar suas prisões, entre os capturados estava John Fries.

## Julgamentos
Trinta homens foram enviados para julgamento na côrte federal. John Fries e outros dois homens foram condenados a forca por traição, contando com grande apoio dos federalistas para que a sentença se cumprisse, porém, o presidente John Adams perdoou-os da condenação.
Adams foi motivado pela definição constitucional mais restrita de traição, e acrescentou mais tarde que os rebeldes conheciam tão pouco a língua inglesa quanto o código de leis americano, e que tais ações certamente vinham sendo incentivadas por membros do partido de oposição. Ele emitiu uma anistia geral para todos os envolvidos em 21 de maio de 1800.
Os historiadores concordam que os federalistas exageraram e lidaram mal com o episódio. O impacto de tais ações fez com que comunidades germano-americanas passassem a rejeitar os partidos federalistas.